# Stegosaurus
Stegosaurus („zastřešený ještěr“) byl rod ptakopánvého dinosaura, který žil v období pozdní jury (asi před 150 miliony let) na území Severní Ameriky. Jeho pojmenování znamená „střechovitý či zastřešený ještěr“, toto označení dostal podle plochých desek, menší měl na krku a větší na hřbetě a přední části ocasu. Spolu s rody Tyrannosaurus, Triceratops a Apatosaurus (dříve „Brontosaurus“) patří mezi vůbec nejznámější rody neptačích dinosaurů. Formálně byl popsán paleontologem Othnielem C. Marshem v roce 1877.

## Rozměry a popis

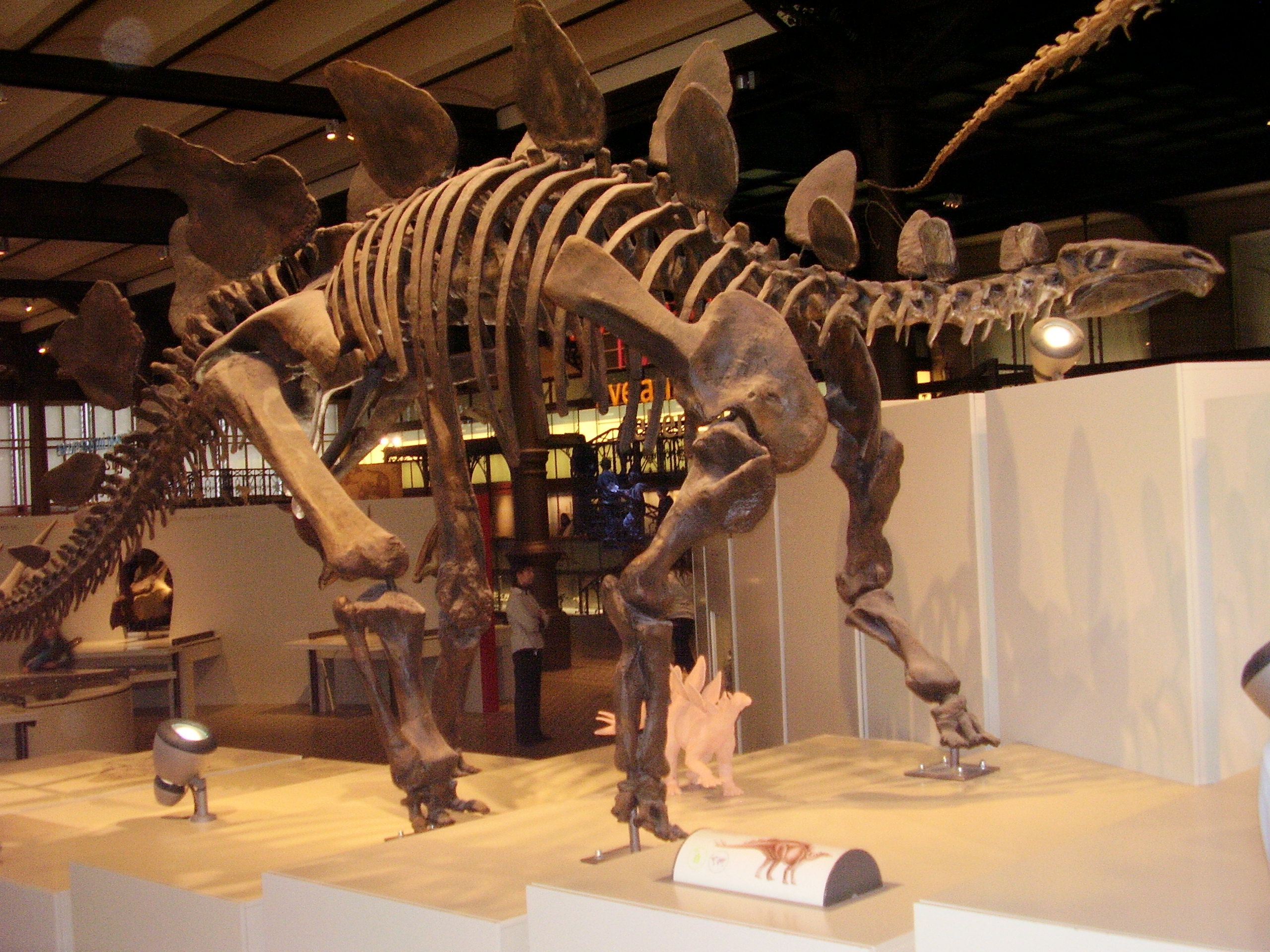
Kostra stegosaura v expozici Přírodovědeckého muzea v Bruselu.

Stegosaurus byl jedním z největších zástupců své čeledi, mohl dorůstat délky až kolem 9 metrů a vážit asi 4 až 7 tun. Běžně velké exempláře druhu S. stenops dosahovaly délky asi 6,5 metru a hmotnosti 3500 kg, u druhu S. ungulatus pak 7 metrů a 3800 kg. Podle jiných odhadů však vážil dospělý exemplář druhu S. stenops až kolem 4700 kg. Nejvyšší odhady tělesné hmotnosti u velkých exemplářů stegosaura dosahují až 7000 kg.
Měl malou lebku válcovitého tvaru, jeho mozek dosahoval velikosti mandarinky (nikoliv vlašského ořechu, jak se dříve často uvádělo). Velké stopy, objevené v roce 2009 v Asturii nasvědčují tomu, že mohli existovat ještě větší jedinci. Jelikož to byl býložravec, jeho zuby byly malé, tupé, listovitého tvaru. Na konci ocasu měl čtyři dlouhé bodce, dosahující délky kolem 90 cm. Charakteristické byly také výrazné hřbetní desky stegosaura. Zadní nohy byly zhruba dvakrát delší než přední.
Larramendi a Paul v roce 2020 publikovali studii, podle které váží hřbetní desky stegosaura (exemplář USNM 4934) od 0,185 po 18,264 kilogramu. Dohromady vážilo sedmnáct hřbetních desek tohoto exempláře stegosaura 118,6 kilogramu. Bodce z konce ocasu vážily 2,347 až 6,270 kg, dohromady pak 17,2 kg. Největší hřbetní pláty mohly být vysoké i přes 1 metr, ačkoliv obvykle dosahovaly délky i šířky spíše kolem 60 cm.
Mozek byl u tohoto velkého tyreoforního dinosaura značně malý, vážil dle většiny odhadů, založených na obrazech a modelech z počítačové tomografie, pouze kolem 23 gramů. Koncový mozek tohoto ceratopsida pak obsahoval dle odhadu z roku 2022 asi 84 milionů nervových buněk (neuronů), což je jen přibližně čtvrtina množství telencefalických neuronů u současného jihoamerického hlodavce kapybary.

## Historie a druhy

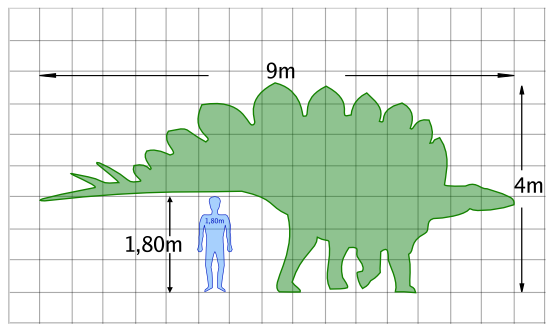
Porovnání velikosti dospělého člověka se stegosaurem.

První fosilie stegosaurů byly objeveny již v polovině 19. století. Samotný rod Stegosaurus byl formálně popsán roku 1877 Othnielem Charlesem Marshem. V současnosti jsou obvykle rozeznávány tři platné druhy stegosaura. Prvním objeveným druhem byl Stegosaurus armatus. Nejlépe prozkoumaným druhem je Stegosaurus stenops. Z jedné objevené kostry známe druh Stegosaurus longispinus. V roce 2016 byl navíc vyčleněn nový rod Alcovasaurus. Mýtus o údajném druhém mozkovém centru stegosaurů v jejich pánevní oblasti byl již dávno vyvrácen, na přelomu 19. a 20. století byl však velmi populární. Ve skutečnosti se jednalo o místo soustředění tukové tkáně a nervových provazců, které sloužily k lepšímu ovládání zadních končetin a ocasu.
Pochybný rod Hypsirhophus, popsaný roku 1878 E. D. Copem, může být ve skutečnosti rovněž exemplářem stegosaura. V roce 1884 byl stegosaurus poprvé zachycen na ilustraci francouzského výtvarníka Auguste Jobina, první vědecká rekonstrukce byla přitom publikována Marshem až v roce 1891.
Začátkem roku 2024 byla publikována práce popisující fosilie dosud neznámého druhu stegosaurida vývojově velmi blízkého rodu Stegosaurus, žijícího na území současné čínské provincie Kan-su v období rané křídy. Blízce příbuznými rody byly také taxony Loricatosaurus z pozdně jurské Evropy a Yanbeilong z raně křídové Číny.

## Paleobiologie
Stegosauři byli poměrně pomalí živočichové, jejichž rychlost chůze podle dochovaných stop nepřesahovala asi 6–7 km/h. Největší dosud nalezená stopa stegosaurida, objevená v roce 2009 ve Španělsku, měřila na délku 55 cm. Jejich pláty na hřbetu sloužily buď k termoregulaci nebo k vnitrodruhové signalizaci, nikoliv k obraně před teropodními dinosaury.
Obranu před dravými teropody zajišťovaly asi 60 až 90 cm dlouhé ocasní trny, sloužící k aktivní a zřejmě velmi efektivní obraně, jak ukazují například i objevy poškozených obratlů dravých alosaurů, nesoucí stopy po bodných zraněních stegosauřími ocasními hroty. K tomu účelu měli stegosauři také dobře vyvinuté svaly na předních končetinách, umožňující jim provádět rychlé obraty ocasem směrem k útočníkovi. Mláďata stegosaurů byla nejspíš podstatně lehčeji stavěná a mohla se pohybovat po dvou i po čtyřech. Nejlépe zachovaným jedincem stegosaura je zřejmě mladý dospělec z Wyomingu, jehož z 85% kompletní kostru zakoupilo Britské přírodovědecké muzeum a vystavuje ji od roku 2014 pod populární přezdívkou „Sophie“. Byly objeveny také fosilní otisky stop stegosauřích mláďat.
O původním pachu tohoto dinosaura vědci nic nevědí, je ale možné, že byl cítit velmi silně, podobně jako většina současných velkých tvorů.
Rozšíření páteřního kanálu v křížové oblasti, zjištěné u některých sauropodů a u stegosaura přivedlo badatele na konci 19. a v první polovině 20. století k mylné domněnce, že tito dinosauři byli vybaveni druhým nervovým centrem právě v této oblasti těla. Sekundární „mozek“ měl pomáhat s ovládáním ocasu a zadních končetin a posilovat zde funkci vzdáleného mozku v lebce. Ve skutečnosti však dinosauři žádný druhý mozek neměli, jedná se patrně jen o rozšíření páteřního kanálu pro umístění glykogenového tělesa – zásobárny polysacharidu glykogenu, známé například u dnešních ptáků.
Výzkum založený na rozboru biomarkerů oxidačního stresu ve stehenních kostech dinosaurů a dalších obratlovců ukazuje, že teplokrevní (endotermní) byli patrně všichni plazopánví dinosauři, zatímco mezi ptakopánvými nalezneme převážně potenciálně „studenokrevné“ druhy nebo zástupce s jinými fyziologickými adaptacemi. Stegosaurus měl tedy pravděpodobně pomalý metabolismus, ale nevíme s jistotou, zda byl skutečně ektotermní.

## Populární kultura
Viz také článek Stegosaurus v populární kultuře.

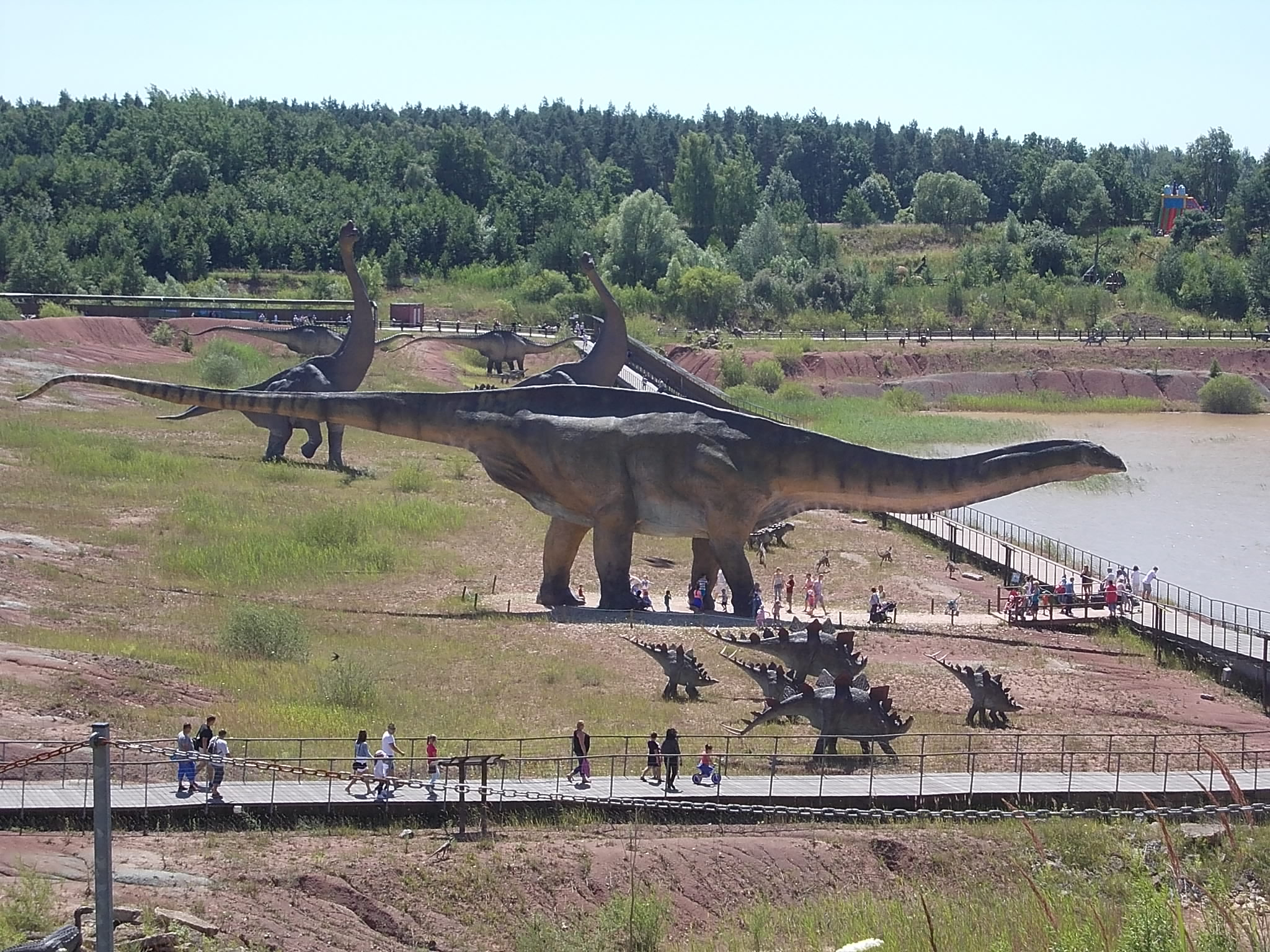
Pohled na modely dinosaurů v JuraParku Krasiejów, v popředí modely stegosaurů.

Stegosaurus patří již od roku 1891 (kdy byla publikována první věrohodná rekonstrukce kostry) mezi nejznámější a nejoblíbenější dinosaury. Objevil se také ve slavném románu britského spisovatele A. C. Doyla Ztracený svět z roku 1912. V roce 1982 byl Stegosaurus zvolen státním dinosaurem Colorada. Stegosaurus se objevil i v mnoha filmech s tematikou pravěku, včetně filmů Cesta do pravěku, Ztracený svět: Jurský park a Jurský park 3 nebo v seriálech Putování s dinosaury a Planeta dinosaurů.
V roce 2024 byla téměř kompletní kostra stegosaura zvaná "Apex" prodáná za rekordní částku 44,6 milionu dolarů.